# Puerta metálica y violín (Antoni Tàpies)
Puerta metálica y violín (en catalán: Porta metàl·lica i violí) es una pintura y collage de Antoni Tàpies realizada sobre una puerta metálica en 1956. Se conserva en la Fundación Antoni Tàpies de Barcelona (España). 

## Contexto artístico
Antoni Tàpies, nacido en 1923, vivió la adolescencia y primera juventud durante la Guerra civil española y la primera posguerra, la época más dura de la dictadura franquista. El arte de la década de 1940 reflejaba el programa político del poder falangista, y la pintura, que Alexandre Cirici llamó arte del estraperlo, era una plástica para la burguesía, que se enriquecía en una plácida pax social. Esta sociedad influyó en la formación de Tàpies, que se oponía conscientemente a la ideología y a la estética del realismo académico y que se orientó desde 1946, de forma autodidáctica, hacia una total libertad de creación. En 1949, su fuerza agresiva se expresó a través de unas imágenes nocturnas llenas de misterio y de angustia, que fueron etiquetadas de surrealismo pero que más bien proceden del onirismo fantástico de Paul Klee, del mundo germánico de Richard Wagner y de la lectura de Friedrich Nietzsche. En 1950-1951 pasó un año en París, en el ambiente efervescente de la época, que empujaba a todos a pensar, a definirse, a elegir. Tàpies se adentró entonces en la búsqueda de las tinieblas puras, en la negación del concepto del cuadro-ventana que desde el Renacimiento había caracterizado la pintura occidental, y descubrió la expresividad que tienen las texturas, las cualidades materiales por sí mismas, que también son un lenguaje. En 1955, en la III Bienal Hispanoamericana, celebrada en Barcelona, expuso por primera vez tres pinturas matéricas que sorprendieron tanto por su radical novedad como por su fuerza. Pocas veces unas pinturas se convirtieron en tema de discusión de todo un país como lo fueron estas tres obras. 

## Descripción
Esta obra de 200 × 150 × 13 cm  es la primera creación de arte objetual que desarrolló sobre todo a partir de 1967 . El propio Tàpies explicó así este descubrimiento:  

"Vaig desenrotllar molt l'aspecte matèric dels quadres, i el relleu del quadre va agafar tant importància que, finalment, vaig arribar a fer objectes tridimensionals."

 La pura presencia del violín, perseguido por una feroz "†", "X" o "T" negra, sobre una inesperada puerta vieja de almacén, nos impulsa a pensar en la inevitable dualidad de nuestra existencia.  En la tradición alquímica, el campo labrado, el agua y la serpiente se relacionan con que la tierra se renueva. Es en este sentido que las franjas paralelas de Puerta metálica y violín y la tierra de Tierra y pintura ( 1956 ) se convertirían en coherentes entre sí mismas y consistentes con el resto de la producción de Tàpies. La utilización de materiales pobres o tradicionalmente considerados antiestéticos (como una vieja puerta metálica, un violín desgarbado o un montón de tierra) también tiene que ver con este interés, ya que se trata justamente de mostrar la espiritualidad que hay en el que es más bajo. Tàpies se concibe él mismo como un alquimista. El violín sobre la puerta de metal nos expresa que el material alcanza un carácter espiritual y hermoso (la belleza musical que tiene un objeto en apariencia cacofónico y feo), mientras que la "X" (tan característicamente tapiana) que cruza la puerta, refuerza la presencia del artista como demiurgo que confiere de vida lo inanimado. 